# Niranjan Das
Niranjan Das (ur. w 1931) – indyjski zapaśnik walczący w stylu wolnym. Olimpijczyk z Helsinek 1952, gdzie zajął czternaste miejsce w kategorii do 52 kg.

## Letnie Igrzyska Olimpijskie 1952
| Konkurencja      | Rundy eliminacyjne           | Rundy eliminacyjne  | Klas. końcowa |
| Konkurencja      | Przeciwnik I                 | Przeciwnik II       | Miejsce       |
| ---------------- | ---------------------------- | ------------------- | ------------- |
| 52 kg styl wolny | Mahmoud Mollaghasemi (IRI) P | Heini Weber (FRG) P | 14.           |